# Голубева, Ирина Валериевна
Ирина Валериевна Голубева (14 июня 1971, Кропоткин) — российский учёный, педагог, заместитель главы Администрации города Таганрога по социальным вопросам (с 2017), директор (до 2016) Таганрогского института имени А. П. Чехова (филиала) «Ростовского государственного экономического университета (РИНХ)».

## Биография
Родилась 14 июня 1971 года в Кропоткине в семье служащих.
В 1988 году окончила среднюю школу № 22 Таганрога и поступила на факультет русского языка и литературы ТГПИ, который окончила с отличием в 1993 году. С 1993 по 1997 г.г. работала учителем русского языка и литературы в средних школах № 22 и № 37, обучалась в аспирантуре ТГПИ.
В 1996 году И. В. Голубева защитила кандидатскую диссертацию на тему: «Функционально-семантическое поле именительного темы и смежных с ним явлений в устной речи».
С 2001 по 2010 год И. В. Голубева работала в Администрации Таганрога: главным специалистом, а затем начальником отдела науки и профессионального образования, заместителем председателя комитета по делам молодежи и науке, а с 2003 года — начальником Управления образования Таганрога. И. В. Голубева при этом продолжала вести преподавательскую деятельность, работая по совместительству на должности доцента, а затем профессора кафедры русского языка и методики начального обучения.
В 2003 году И. В. Голубева защитила докторскую диссертацию на тему: «Опыт создания коллективного речевого портрета (на материале экспрессивного синтаксиса мемуарной прозы)». И. В. Голубева — автор более 80 работ по проблемам экспрессивного синтаксиса, теории языковой личности, речевых жанров. Под её руководством с 2004 по 2010 год защищено 8 кандидатских диссертаций по специальностям 10.02.01 — русский язык и 10.02.19 — теория языка.
С 2010 года по 2016 год — ректор Таганрогского государственного педагогического института (с 2014 года — директор Таганрогского института имени А. П. Чехова (филиала) «Ростовского государственного экономического университета (РИНХ)»).
В 2017 году назначена на должность заместителя главы Администрации города Таганрога по социальным вопросам.